# تعرفه آب
تعرفه آب، (به انگلیسی: Water tariff) یک واژه کلی است که شامل آب بهای حق اشتراک و آبونمان می‌شود. به عبارت دیگر هزینه‌هایی که به طور مستقیم به استفاده از زیرساخت‌های عرضهٔ آب مربوط می‌شود. در حقیقت تعرفه برای بازپرداخت هزینه‌های بهره‌برداری، نگهداری، دفع پساب و هزینه‌های جایگزینی لازم برای پایداری سیستم‌های آبی وضع می‌شود. 